# Republiken Ezo
Republiken Ezo (japanska: 蝦夷共和国, Ezo Kyōwakoku) var en kortlivad utbrytarstat på ön Hokkaido i norra Japan.
Efter att Tokugawashogunatets styrkor besegrats i boshinkriget (1868–1869) flydde en del av shogunens flotta, ledd av amiralen Enomoto Takeaki (1836–1908) till ön Ezo i norr, tillsammans med flera tusen soldater och några franska militärrådgivare och deras ledare, Jules Brunet.
Den 25 december 1868 grundade de den självständiga Republiken Ezo efter amerikansk modell, och valde Enomoto till president, sosai, (Japans enda president någonsin; ordet kan även syfta på den sällsynta högsta rangen inom kampsport). Detta var det första valet någonsin i Japan, tidigare feodalt imperium med krigsherrar och shogunat. Ezos ledare försökte förgäves få internationella erkännanden av den nya republiken.
Under vintern som stärkte republiken sitt försvar kring Hakodates södra halvö, med den nya fästningen Goryokaku som centrum. Trupperna organiserades under frankojapansk ledning: överbefälhavare Otori Keisuke understöddes av den franske kaptenen Jules Brunet. De delades in i fyra brigader, var och en ledd av en fransk officer (Fortant, Le Marlin, Cazeneuve och Bouffier), dessa i sin tur indelade i åtta halvbrigader, som stod under japansk ledning.
Kejserliga styrkor stärkte greppet om sina huvudbesättningar i Japan, och i april 1869 sändes en flotta ut, tillsammans med en infanteristyrka på 7 000 man till Ezo. De kejserliga styrkorna rönte stora framgångar, och vann sjöslaget vid Hakodate, tills slutligen fästningen Goryokaku omringades av 800 kvarvarande man. Enomoto beslutade om kapitulation den 18 maj 1869, och accepterade kejsar Meijis styre – republiken upphörde att existera den 17 juni. I augusti samma år fick ön Ezo sitt nuvarande namn, Hokkaido.
Enomoto dömdes till ett kort fängelsestraff, men frigavs 1872 och tillträdde som statstjänsteman i Hokkaido. Senare kom han att bli ambassadör i Ryssland, och innehade flera ministeritjänster under meijiregimen.

## Galleri

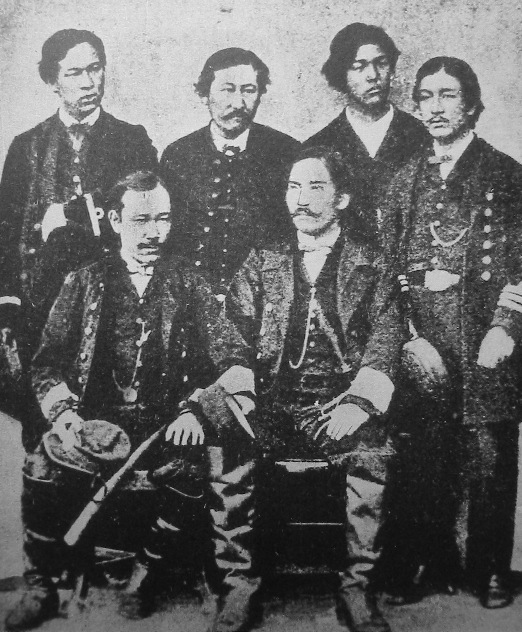
Republiken Ezos ledare, med presidenten Enomoto Takeaki sittande till höger (1869).
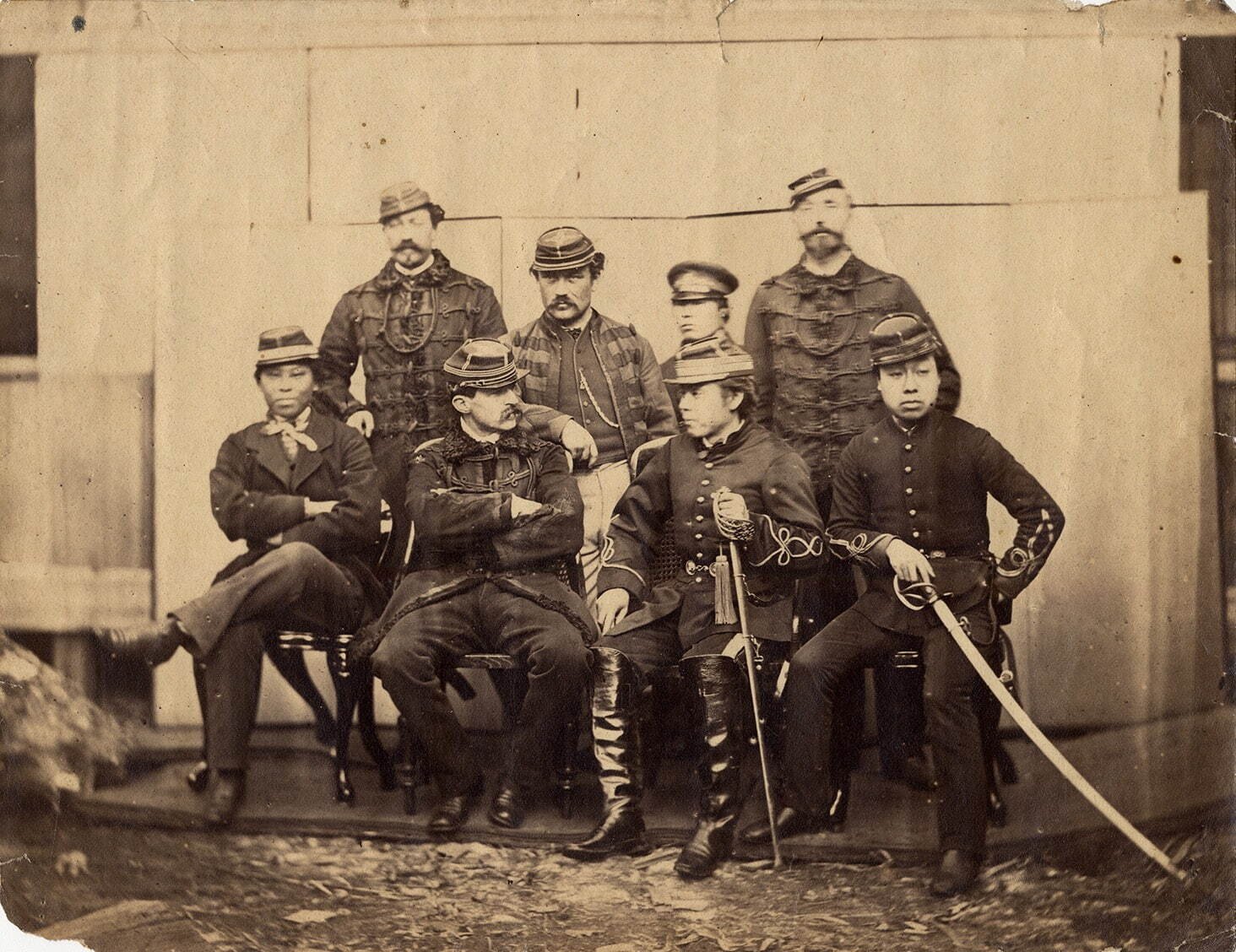
De franska militärrådgivarna och deras japanska allierade. Andre man från vänster på den främre raden är Jules Brunet, och bredvid honom Matsudaira Taro, republikens vicepresident.
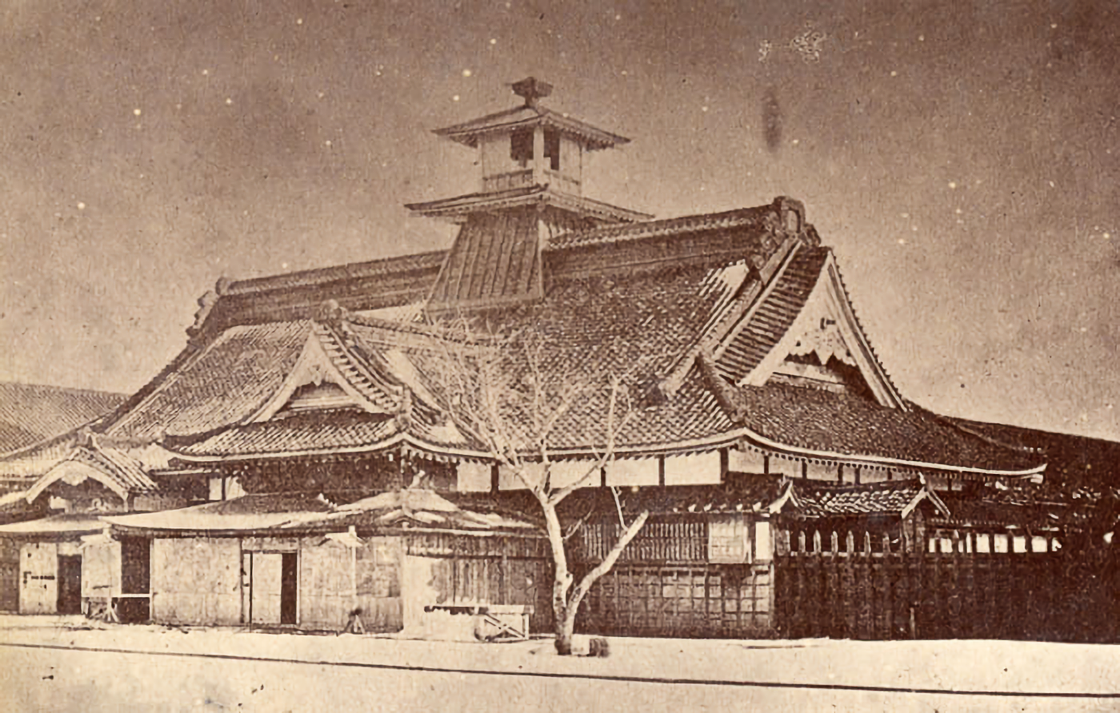
Republiken Ezos regering hade sitt högkvarter i denna byggnad,  belägen inne i fästningen Goryōkaku.